# 466
466 (CDLXVI) var ett normalår som började en lördag i den julianska kalendern.

## Händelser

### Okänt datum
- Kejsar Leo I slår tillbaka hunnernas invasion i Dakien.
- Eurik efterträder sin bror Theoderik II som kung över visigoterna.
- Petrus Fullo avsätts som patriark av Antiochia och efterträds av Julianus.

## Födda
- Klodvig I, kung över de saliska frankerna från 481 eller 482 till 509, kung över alla franker 509–511 (född omkring detta år)

## Avlidna
- Theoderik II, visigotisk kung.